# Luis Vicente de Velasco
Luis Vicente de Velasco e Isla (Noja, 9 de febrero de 1711-La Habana, 31 de julio de 1762) fue un marino y comandante de la Armada Real Española. A lo largo de su carrera militar, destacó por su valentía y destreza al mando de varios buques del rey de España. Alcanzó su mayor gloria defendiendo La Habana de la invasión inglesa de 1762.
Por todos sus méritos y en recuerdo suyo, se creó el marquesado de Velasco del Morro para su hermano Ïñigo José de Velasco y Fernández de Isla.

## Biografía

### Juventud

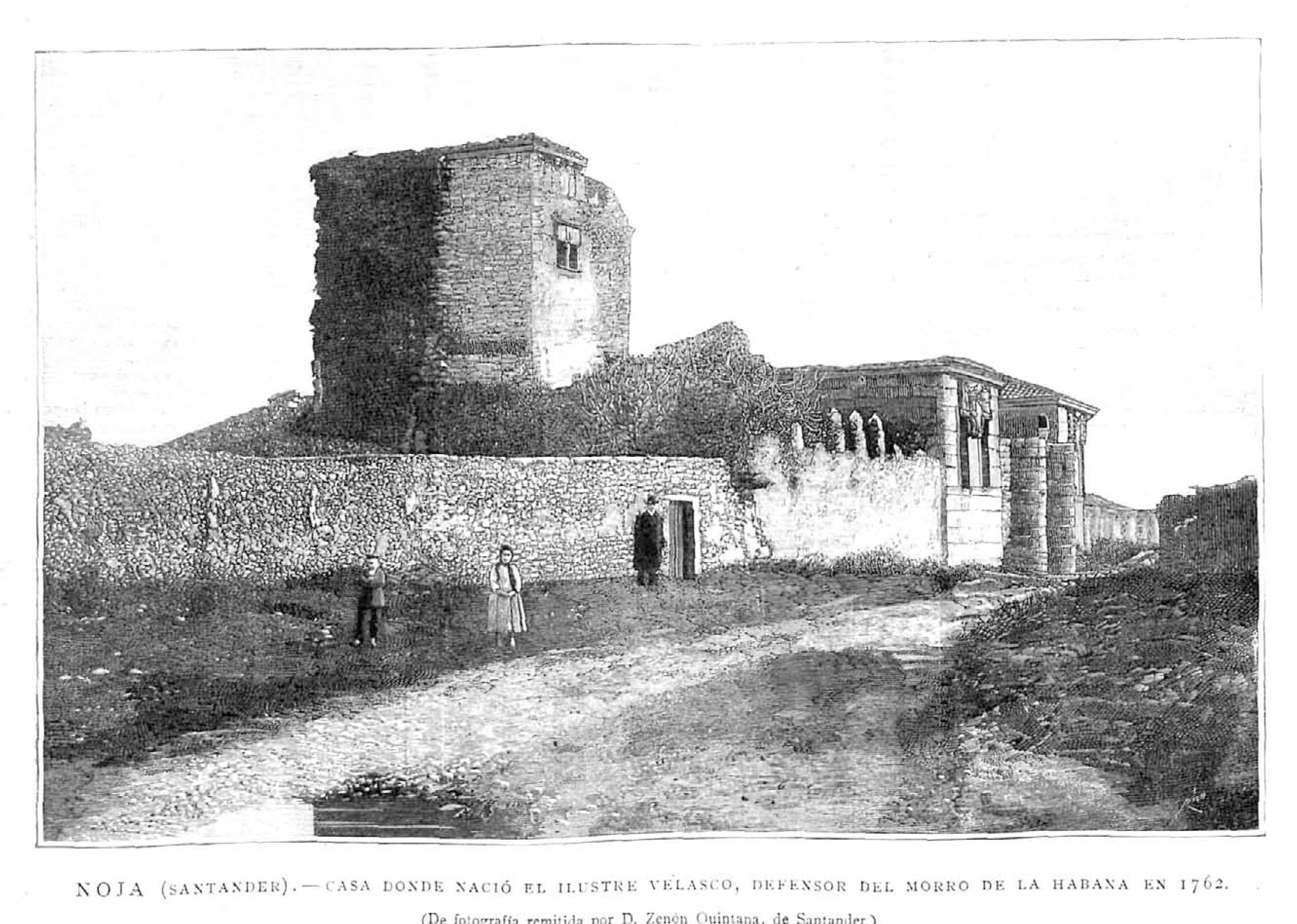
Casa natal de Velasco en Noja, Cantabria.

Ya era guardiamarina a los quince años y recibió el bautismo de fuego a los dieciséis. Desde entonces estuvo presente en luchas contra los piratas berberiscos, en la conquista de Orán y en viajes al Nuevo Mundo.

### Campañas militares
Un hecho ocurrido en 1742 define el temple de nuestro marino. Cuando iba al mando de una fragata de sólo 30 cañones que hacía la travesía de La Habana a Matanzas, le cerró el paso una fragata inglesa con mayor tonelaje y número de cañones, la cual tenía además a la vista un bergantín también británico que se acercaba, con problemas de escasez de viento, en refuerzo de su compatriota. Velasco no lo duda y abre fuego contra la fragata, cañoneándola a corta distancia y maniobrando para abordarla, lo cual consigue y, tras muy sangrienta lucha, rinde el navío inglés antes de que pueda recibir la ayuda del bergantín. Vira rápido la fragata española para dar caza al segundo buque británico y le dispara, logrando dos impactos sobre la línea de flotación a poco de empezar el nuevo combate (hecho que habla de la pericia de los artilleros y de la eficacia de los cañones). El bergantín comienza a hundirse y arría la bandera de combate e iza la de auxilio. Velasco se lo presta y captura a los náufragos. Luego entró en La Habana con los dos buques apresados y un número de prisioneros que casi duplicaba al de su tripulación.

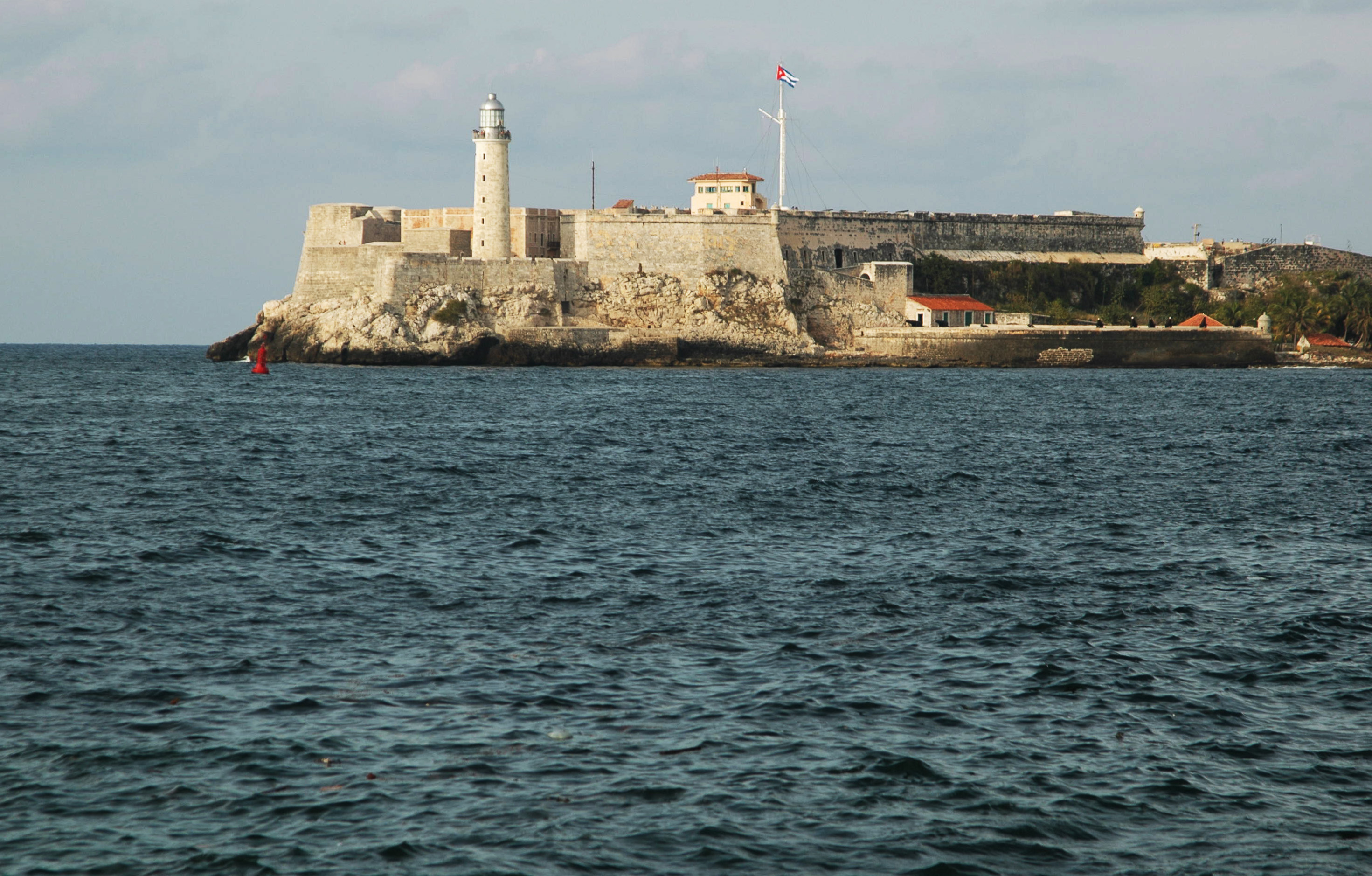
Vista actual del castillo del Morro en La Habana donde perdió la vida Velasco.

Y no fue este un suceso aislado en el incesante patrullar del héroe, pues consta que en 1746, al mando de uno de los dos jabeques que componían una fuerza integrada por dos naves de este tipo, además de una balandra y un paquebote (denominado el Diligente), en misión de patrulla y observación por la costa norte de Cuba, capturó al abordaje otro paquebote inglés de 18 cañones y 150 hombres. El hecho fue conocido en la Corte y difundido en la Gaceta de Madrid el 13 de septiembre del mismo año, en la siguiente forma:

D. Andrés Regio, Comandante de la Esquadra de S.M. que está en la Habana, ha participado en carta de 27 de Junio próximo pasado, que habiendo tenido noticia de que en las costas de aquella Isla cruzaban algunas Embarcaciones Corsarias Inglesas, destacó en su busca dos Javeques de la Compañía, armados con Gente de la Esquadra, una Balandra, y el Paquebot el Diligente, el todo a cargo del Capitán de Fragata D. Vicente de la Quintana. Estas Embarcaciones pudieron avistar dos Enemigas, y habiendo puesto la proa a la que parecía menor la Balandra, y el Paquebote el Diligente, y a la mayor los dos Javeques, lograron éstos alcanzarla después de tres horas de caza; y trabado combate por ambas partes con la mayor bizarría, determinaron D. Vicente de la Quintana, y D. Luis de Velasco, Comandantes de los dos Javeques, abordar el Bajel Inglés para rendirlo, como lo lograron después de una función bien reñida de cuatro horas, en que tuvimos 12 hombres muertos, y 29 heridos, comprehendidos en este número tres Oficiales: los Enemigos perdieron 39 entre muertos y heridos. El Armamento de esta Presa, y un Paquebote con 150 hombres de Tripulación, su Capitán Guillermo Clymer, consistía en 18 Cañones, 18 Pedreros, 180 Fusiles, 80 Sables, 60 Pistolas y cantidad considerable de Municiones y Artificios de fuego.

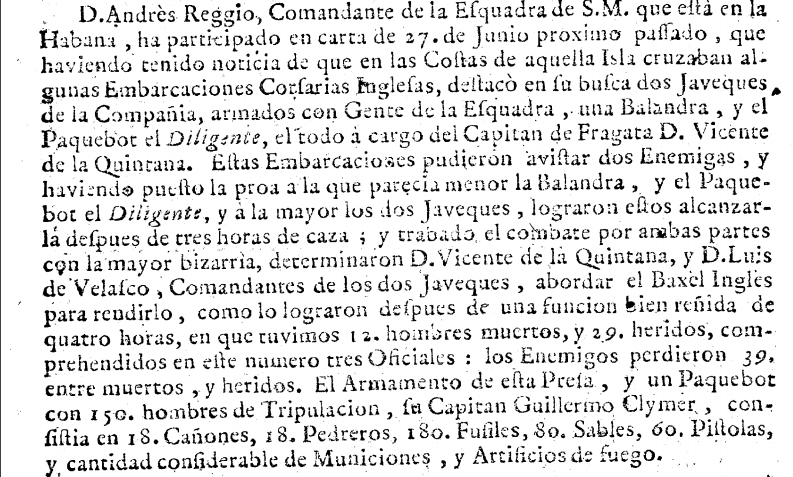
Pág. 296 de la Gaceta de Madrid del 13 de septiembre de 1746.

En 1754 el rey Fernando VI le concede el mando del navío de línea La Reina, todo lo cual hace tambalear la creencia en el defecto de diseño de aquellos navíos de guerra españoles, que sí resultaban bien eficaces manejados por la inteligencia de Velasco y el vigor de los brazos que la obedecían. Durante la paz que siguió, continuó Velasco navegando e hizo viajes entre América y Europa, en las escuadra de los generales Regio y Spínola.
Sin embargo, los hechos narrados hasta ahora son poco en relación con el valor que el cántabro derrochó en la defensa del Castillo de los Tres Reyes del Morro, que cerraba el puerto de La Habana. En junio de 1762 seguía Velasco con el navío Reina, formando parte de la escuadra del general Gutierre de Hevia, marqués del Real Transporte.

### Últimos años y muerte
Tras el Pacto de Familia entre España y Francia de 1762, los ingleses, en el marco de la Guerra de los siete años, atacan Cuba con una escuadra de 23 navíos, 24 fragatas y hasta 150 barcos menores y de transporte llevando 14 000 hombres de asalto (que después reforzaron con otros 4000), al mando del almirante  George Pocock, quien se presentó en La Habana el amanece del 6 de junio de dicho año. El desembarco inicial es de 10 000, que son dirigidos por el conde de Albermale.
La flota atacante embocó el Canal Viejo de Bahama, lleno de bajerío, por donde no se esperaba se atreviese tan nutrido convoy, de unas doscientas velas: con veintisiete navíos de línea, quince fragatas, nueve avisos, tres bombardas y ciento cincuenta transportes. Aún se dudaba de su actitud hostil, suponiendo fuese un convoy mercante anual entre Jamaica y el Reino Unido. La entrada del puerto de La Habana estaba guarnecida por el castillo del Morro, y la junta de guerra encargó de su mando al intrépido Velasco.
Los atacantes toman con facilidad las alturas dominantes, pese a que antes el gobernador de La Habana, Juan de Prado, hizo transportar a mano piezas de artillería para defenderlas.

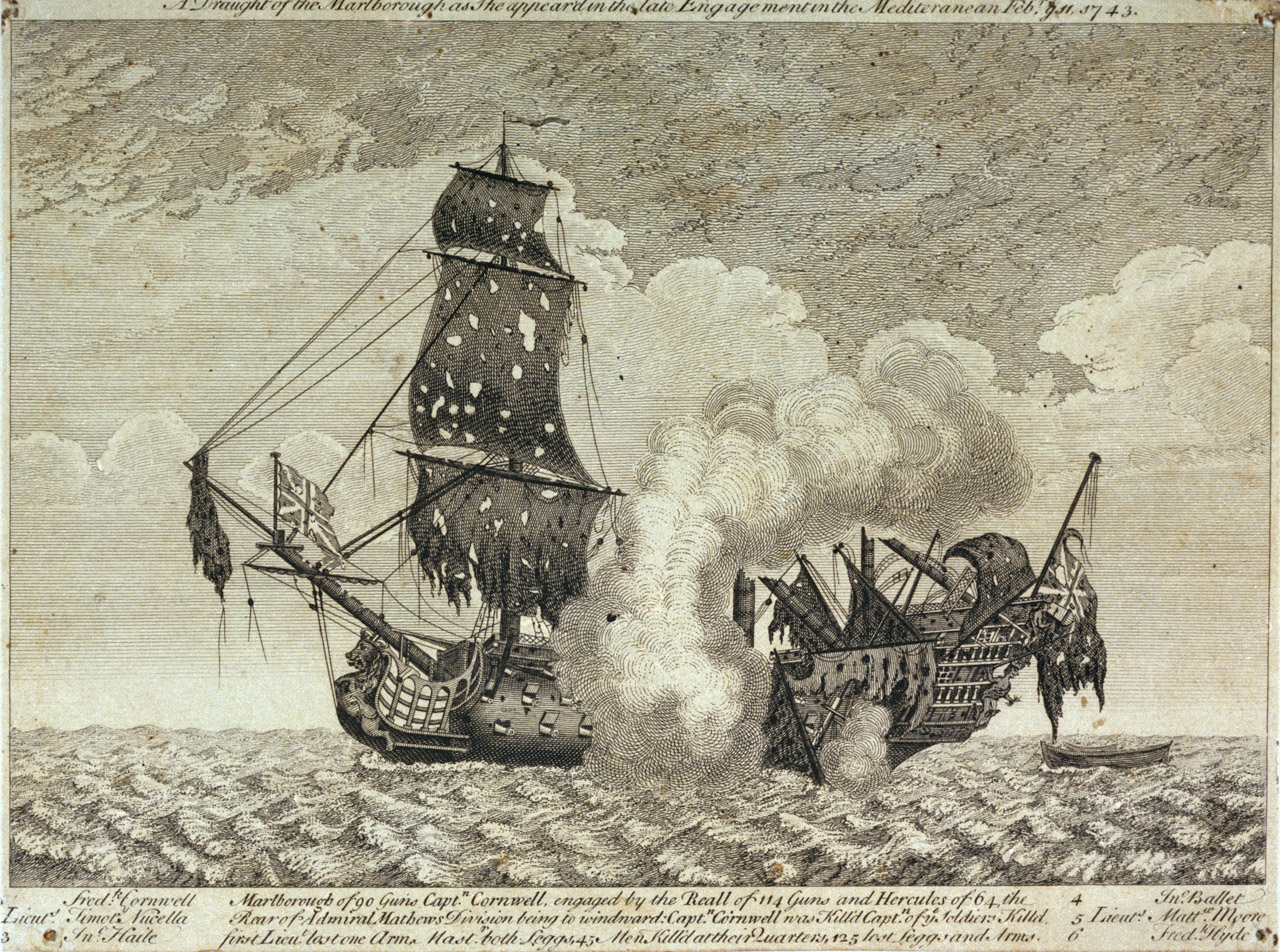
El HMS Marlborough, fue seriamente dañado durante la Toma de La Habana.

Pero Velasco resiste en el Castillo del Morro e intenta salidas. Deja al mando de las baterías a Bartolomé Montes y se va a dirigir en persona el fuego de los 30 cañones de las fortificaciones de Santiago, contra las 286 piezas que barrían las posiciones españolas desde los buques Stirling, Dragon, Marlborough y Cambridge. Tras seis horas de combate se retiraron los barcos británicos. Sólo el Stirling lo hizo ileso, y el Cambridge resultó muy averiado. Mientras, las baterías dirigidas por Montes también rechazaron a los ingleses.
Una y otra vez, en la peripecia vital de Velasco, se ve la fe que tanto él como el resto de los militares españoles tenían en su artillería.
El castillo, al mando de Luis Vicente de Velasco, resistió heroicamente dos meses en unas notorias condiciones de inferioridad. Se contó que el fuego que cayó sobre el castillo, le hacía parecer un volcán y que en esos últimos días de resistencia, Velasco parecía un espectro por su delgadez y cansancio, pero que desplegaba una energía sobrehumana y dormía unas pocas horas antes del amanecer con su sable en la mano.

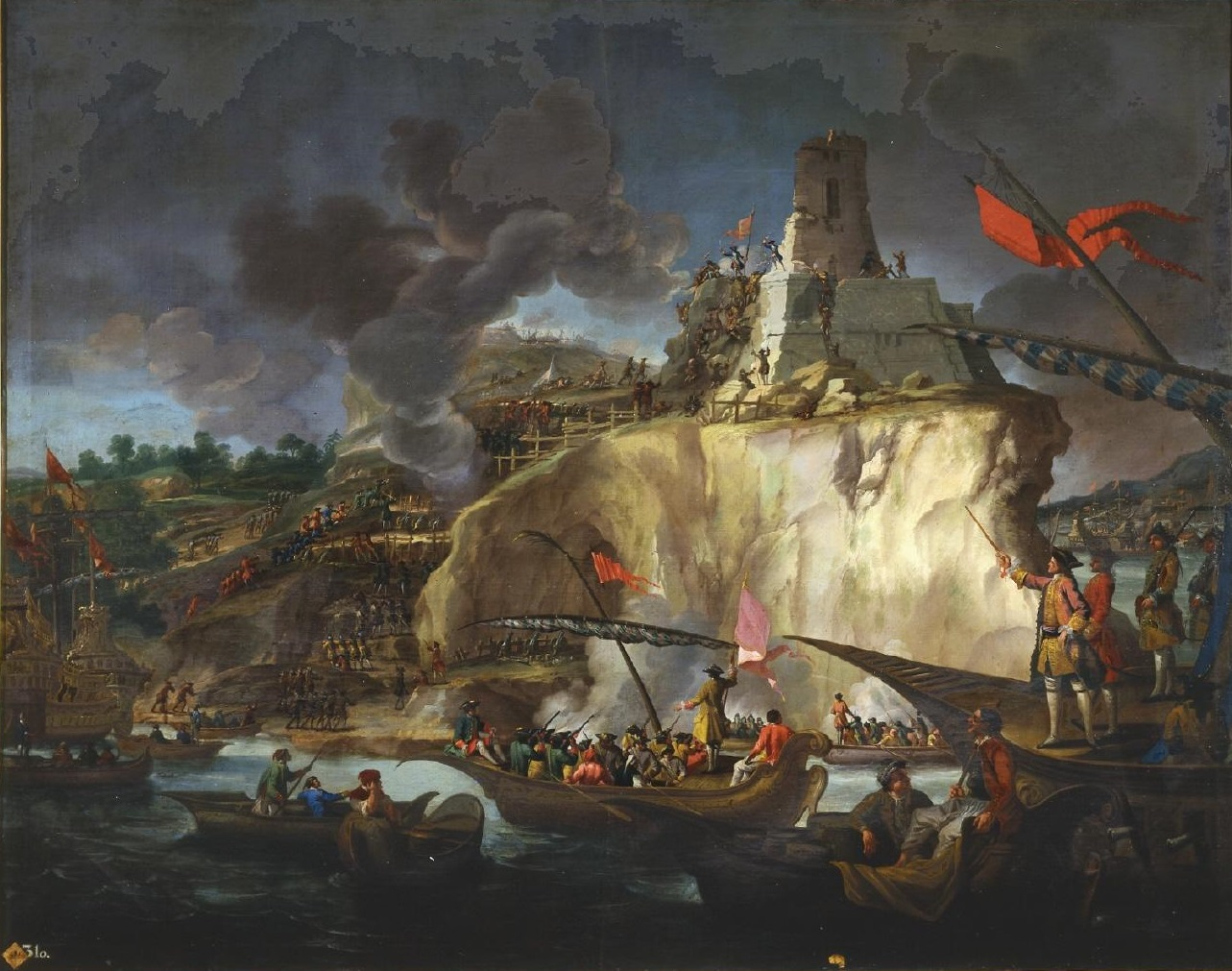
José Rufo, "Defensa del Castillo del Morro en La Habana", Real Academia de Bellas Artes de San Fernando.

La feroz resistencia termina cuando Velasco es abatido por un balazo en el pecho. El jefe de las fuerzas de asalto, sir Reppel, permite el traslado de Velasco a La Habana. Los médicos ingleses intentan salvarle la vida, pero todo resulta inútil y muere a consecuencia de la herida el 31 de julio de 1762. Ingleses y españoles pactan un alto el fuego de 24 horas para enterrar al héroe. Después todo fue un paseo para los británicos, que se apoderaron de La Habana (la cual volvería a la Corona española por el tratado de París del 10 de febrero de 1763).

## Curiosidades
En España el rey Carlos III mandó erigir una estatua en su honor en Meruelo (Cantabria), que le representa con la mano izquierda puesta en la herida y blandiendo con la derecha la espada, que es del modo en que murió. Se acuñaron medallas con su busto y el de su segundo, González.
Mandó también el rey que hubiera siempre en la real Armada un navío llamado Velasco y concedió a su hermano Iñigo José de Velasco el título de marqués con cuatro mil pesos de renta anuales.
La Asociación para la divulgación de la Hispanidad (Disad) editó en noviembre de 2011 el cómic histórico titulado "Luis Vicente de Velasco y la batalla de La Habana" con motivo de la conmemoración de los 300 años de su nacimiento y los 250 de su muerte. Los 10 000 ejemplares editados se distribuyeron gratuitamente entre los escolares de Cantabria. Dibujado por Rubén Martín Ojeda "Mudito" contó con la colaboración de la Dirección General de Relaciones Institucionales de la Defensa.